# Urgleptes borikensis
Urgleptes borikensis är en skalbaggsart som beskrevs av Marc Micheli 2004. Urgleptes borikensis ingår i släktet Urgleptes och familjen långhorningar. Inga underarter finns listade i Catalogue of Life.